# Ralph Yarborough
Ralph Webster Yarborough, född 8 juni 1903 i Chandler, Texas, död 27 januari 1996 i Austin, Texas, var en amerikansk demokratisk politiker. Han var känd som "Smilin' Ralph". Han hörde till de mera liberala eller progressiva demokraterna och hans kampanjslogan var "Let's put the jam on the lower shelf so the little people can reach it".

## Bakgrund
Han föddes 1903 som det sjunde av nio barn till Charles Richard Yarborough och Nannie Jane Spear. Han hoppade av från United States Military Academy och arbetade som lärare. Han avlade 1927 sin juristexamen vid University of Texas Law School och arbetade därefter som advokat i El Paso. Delstatens justitieminister (Texas Attorney General) James Allred utnämnde Yarborough 1931 till biträdande justitieminister. Allred blev senare guvernör och i den egenskapen utnämnde han 1936 Yarborough till domare i Travis County. Yarborough kandiderade 1938 till delstatens justitieminister men blev trea i demokraternas primärval. Efter 1943 tjänstgjorde han i andra världskriget och befordrades till överstelöjtnant.

## Guvernörskandidat i Texas
Demokratiska partiet dominerade politiken i Texas i mitten av 1900-talet så till den grad att de mest betydande valen var demokraternas primärval. Kampen om guvernörs- och senatorsämbeten fördes mellan konservativa och liberala demokrater. Den konservativa flygeln dominerade i Texas, medan den liberala flygeln som Yarborough representerade stod närmare de federala demokraterna.
Yarborough planerade 1952 att kandidera till delstatens justitieminister på nytt. Allan Shivers, guvernören i Texas som var en konservativ demokrat, ville dock inte att Yarborough skulle kandidera. Därför bestämde sig Yarborough att utmana Shivers i demokraternas primärval både 1952 och 1954. Shivers och hans konservativa anhängare fick öknamnet "Shivercrats" efter att de stödde republikanen Dwight D. Eisenhower i presidentvalet i USA 1952.
Rasfrågan dominerade 1954 års guvernörskampanj i Texas. Det året hade USA:s högsta domstol tagit ställning för integrerad skolundervisning i sitt domslut i fallet Brown v. Board of Education. Yarborough förespråkade gemensam undervisning oavsett ras, medan Shivers tillhörde segregationisterna. Yarborough förlorade knappt mot Shivers.
Yarborough var ännu närmare att vinna 1956 års guvernörsval. Då var hans motkandidat i demokraternas primärval Price Daniel, en konservativ ledamot av USA:s senat. I primärvalets andra omgång fick Yarborough stöd av W. Lee O'Daniel, en tidigare guvernör som hade förlorat i första omgången. Price Daniel vann primärvalet med 9 000 röster. Yarboroughs anhängare beskyllde Daniel för valfusk och uppskattade att Yarborough borde ha vunnit med 30 000 röster.

## Ledamot av USA:s senat
De tre guvernörskampanjerna hade gjort Yarborough mycket känd i delstaten. När Price Daniel 1957 avgick från senaten för att tillträda som guvernör, kandiderade Yarborough i fyllnadsvalet till senaten. Yarborough vann valet.
Följande år kandiderade hann till omval för en full mandatperiod. I primärvalet besegrade han William A. Blakley och i höstens kongressval vann han lätt mot republikanen Roy Whittenburg. På 1960-talet blev republikanerna starkare i Texas och medan Yarborough lätt vann 1964 års primärval, fick han tuffare motstånd av republikanernas senatorskandidat George H.W. Bush. Yarborough beskyllde Bush för att vara ännu mera till höger än republikanernas presidentkandidat det året, Barry Goldwater. Yarborough lät förstå att Bush var en rik östkustbo som försökte köpa till sig ett mandat i senaten. Yarborough vann mot Bush med 56,2% av rösterna.
Ingen annan senator från Sydstaterna röstade för alla lagar som ökade de svartas medborgerliga rättigheter mellan 1957 och 1970. Yarborough stödde varmt president Lyndon B. Johnsons inrikespolitik men yttrade sig öppet kritiskt mot presidentens utrikespolitik efter att Johnson 1968 hade tillkännagett att han inte kandiderar på nytt i presidentvalet i USA 1968. Yarborough framträdde som en motståndare till Vietnamkriget och stödde Robert Kennedys kampanj. Yarborough stödde sedan Eugene McCarthy efter mordet på Robert Kennedy. McCarthy förlorade i demokraternas primärval mot Hubert Humphrey som sedan fick Yarboroughs stöd i själva presidentvalet.
Yarborough förlorade 1970 demokraternas primärval mot Lloyd Bentsen. Utmanaren Bentsen betonade Yarboroughs motstånd till Vietnamkriget och lät förstå att Yarborough var en gammal senator som inte längre hade koll på den moderna tiden. Bentsen menade också att Yarborough inte representerade Texas' intressen tillräckligt starkt i den federala politiken. Efter att ha lämnat senaten kandiderade Yarborough en sista gång i demokraternas primärval 1972 för att få utmana den sittande republikanska senatorn John Tower. Yarborough förlorade denna gång primärvalet mot Barefoot Sanders som sedan förlorade mot Tower.